# Robert Wallace
Robert Wallace KC (1850-19 de marzo de 1939) fue un barrister, político liberal irlandés.
Era aborigen del Condado Antrim, tercer hijo del Rev. Robert Wallace de Dublin. Fue educado en la Universidad Queen’s de Belfast.
Trabajó como abogado desde 1874, y se candidateó a la circunscripción de Wandsworth en 1885, a la circunscripción de Edimburgo oeste en 1886, a la circunscripción de Renfrewshire oeste en 1892, antes de ser electo como miembro del Parlamento (MP) por la circunscripción de Perth en las elecciones generales del Reino Unido de 1895. Mantuvo el asiento hasta 1907, cuando renunció para convertirse en Presidente en las sesiones del Condado de Londres, cargo que ocupó hasta 1931.

## Honores
Fue nombrado caballero de la Corona, en 1916.